# Anolis rodriguezi
Anolis rodriguezi es una especie de lagarto que pertenece a la familia Dactyloidae. Es nativo de México, Belice, Guatemala, y Honduras. Su rango altitudinal oscila entre 780 y 1500 m s. n. m.